# Barışarock
Barışarock signifiant en turc rock pour la Paix est un festival de rock de grande envergure organisé depuis 2003 à Istanbul, Turquie. L'entrée est gratuite.

## Éditions de ce festival et musiciens participants

### 2003
- Anima
- Bulutsuzluk Özlemi
- Grizu
- Infected (tr)
- İhtiyaç Molası
- Mbm
- Moğollar
- Mor ve Ötesi
- Oyuncak Araba
- Pentagram, aussi connu sous le nom de Mezarkabul
- Yaşar Kurt
- Yırtık Uçurtma

### 2004
- Abraxas
- Akın Eldes
- Anima
- Arkabahçe
- Bulutsuzluk Özlemi
- Cavit Murtezaoğlu
- Crush, (Georgie)
- False In Truth
- Gür Akad
- Gökalp Baykal
- Infected (tr)
- IQ
- Işığın Yansıması
- Kara Güneş
- Karakedi
- Kep
- Kronik
- Metro
- Moğollar
- Mor ve Ötesi
- Objektif
- Oyuncak Araba
- Soul Sacrifice
- Stuka
- Teneke Trampet
- Tibet Ağırtan
- Turgut Berkes
- Unplayed
- Vedat Sakman
- Version Forward
- Yol Arkadaşları
- Zardanadam

### 2005
- 5. Element
- 6 Hr Sundae, (Australie)
- Anima
- Barış Akarsu
- Bulutsuzluk Özlemi
- Bülent Ortaçgil
- Catafalque
- Çamur
- Deli
- Demirhan Baylan
- Djinn Stylo
- Enola, (Allemagne)
- False in Truth
- Gevende
- Gökalp Baykal
- Işığın Yansıması
- İhtiyaç Molası
- Karapax
- Kesmeşeker
- Koma Berlim
- Metro
- Moğollar
- Objektif
- Poker
- Ruşen Akar
- Siya siya bend + Kara Güneş
- Soul Sacrifice
- Take The Money and Run, (Grèce)
- Tibet Ağırtan & Kırık Kalpler
- Turgut Berkes & Kara Kutu
- Yalan
- Yaşar Kurt
- Yırtık Uçurtma
- Yolgezer
- Zardanadam

### 2006
- Anima
- Aylin Aslım
- Bulutsuzluk Özlemi
- Catafalque
- Çamur
- Çilekeş
- Deli
- Demirhan Baylan
- Demir Demirkan
- Erdal Bayrakoğlu
- False in Truth
- Gevende
- Işığın Yansıması
- Kara Güneş
- Kara Kedi
- Kardeş Türküler et 45'lik şarkılar
- Kurtalan Ekspres
- Koma Rewşen
- Moğollar
- Mor ve Ötesi
- Nidal
- Pinhani
- Redd
- Soulitary
- The Blow Ups, (Royaume-Uni)
- Turgut Berkes
- Yaşar Kurt
- Yolgezer
- Zardanadam